# Бабка (блюдо)
Бабка — блюдо из тертого картофеля, заправленного жареным салом, мясом и луком и запеченное в духовке. Блюдо белорусской кухни, популярное также в Польше под названием «картофельный пирог» (пол. babka ziemniaczana). В литовской кухне известна под названием Кугелис. Традиционно подают горячей со сметаной и/или молоком.

## Способ приготовления
К картофелю, натёртому на мелкой тёрке, добавляют предварительно нарезанные и обжаренные сало, мясо и лук. Добавляют в картофельное тесто яйцо, сметану, муку, соль. Тесто выливают в форму, глубокую сковороду или керамический горшок и запекают в духовке до готовности. В зависимости от рецепта и способа приготовления может представлять собой слоёный картофельный пирог или картофельный пудинг.